# Sprengel Berlin
Der Sprengel Berlin ist einer von drei Sprengeln der Evangelischen Kirche Berlin-Brandenburg-schlesische Oberlausitz. Sein Gebiet umfasst die Stadt Berlin sowie eine Reihe von Kirchengemeinden im Berliner Umland, in den Landkreisen Barnim, Dahme-Spreewald, Märkisch-Oderland, Oberhavel, Potsdam-Mittelmark und Teltow-Fläming.

## Geschichte
In der mittelalterlichen und frühneuzeitlichen Stadt Berlin hatten die Pröpste an der Nikolaikirche (für die nördlich der Spree gelegene Propstei Berlin) und der Petrikirche (für die südlich der Spree gelegene Propstei Cölln) die höchsten geistliche Ämter inne (siehe auch: Liste der Pröpste von Berlin). Sie führten die Aufsicht über die anderen Prediger in der Stadt und dem Umland und amtierten meist auch als Räte im Kurmärkischen Konsistorium. Ihr Vorgesetzter war der Generalsuperintendent der Kurmark. Ab 1829 amtierte Daniel Amadeus Neander in Personalunion als Generalsuperintendent und als Propst an der Petrikirche; er gab 1853 die Zuständigkeit für die Kurmark an Wilhelm Hoffmann ab und amtierte bis 1865 nur noch als Propst. Nach seinem Tod wurde 1871 eine eigene Generalsuperintendentur für Berlin errichtet und mit Bruno Brückner besetzt. Sie wurde 1911 geteilt in eine für die städtischen (Berlin-Stadt, Friedrichswerder und Kölln-Stadt) und eine für die vorstädtischen Kirchenkreise (Berlin-Land, Kölln-Land). Mit der Gründung von Groß-Berlin 1920 kam auch der Kirchenkreis Spandau aus der Generalsuperintendentur der Kurmark in die Generalsuperintendentur der Berliner Vorstädte. 1933 wurden im Rahmen der Gleichschaltung der Evangelischen Kirche der altpreußischen Union in der Kirchenprovinz Mark Brandenburg zwei Provinzialbischöfe eingesetzt, einer für Berlin und einer für Brandenburg. Sie amtierten allerdings weniger als ein Jahr; wegen des Kirchenkampfes blieben die Ämter ab 1934 vakant.
Nach dem Ende des Zweiten Weltkriegs mussten in der Evangelischen Kirche in Berlin-Brandenburg wegen der Teilung Berlins wieder verschiedene Aufsichtsbezirke errichtet werden. Im Westteil Berlins amtierte zwischen 1946 und 1975 ein eigener Generalsuperintendent (Berlin I), dann wurde das Amt mit dem Bischofsamt der Westregion der Kirche verbunden. Die Generalsuperintendentur Berlin II für den Ostteil der Stadt und die angrenzenden Gemeinden blieb bis zur vollständigen Wiedervereinigung der Kirche bestehen. Ab 1994 gab es wieder eine gemeinsame Generalsuperintendentur. Sie blieb auch bei der Vereinigung der Evangelischen Kirche in Berlin-Brandenburg mit der Evangelischen Kirche der schlesischen Oberlausitz unverändert bestehen.

## Generalsuperintendenten
Siehe auch: Evangelische Kirche in Berlin-Brandenburg#Amtslisten
- (1983)–1994: Günter Krusche (anfangs lediglich Berlin-Ost)
- 1994–1996: 0Ingrid Laudien
- 1996–2008: 0Martin-Michael Passauer
- 2008–2011: 0Ralf Meister
- seit 2011:000Ulrike Trautwein

## Kirchenkreise
Im Sprengel Berlin gibt es zehn Kirchenkreise
| Logo | Name                       | Sitz               | Superintendent/in                         |
| ---- | -------------------------- | ------------------ | ----------------------------------------- |
|      | Berlin Nord-Ost            | Berlin-Weißensee   | Almut Bellmann                            |
|      | Berlin Stadtmitte          | Berlin-Mitte       | Silke Radosh-Hinder und Matthias Lohenner |
|      | Berlin Süd-Ost             | Berlin-Lichtenberg | Hans-Georg Furian                         |
|      | Charlottenburg-Wilmersdorf | Berlin-Wilmersdorf | Carsten Bolz                              |
|      | Neukölln                   |                    | Christian Nottmeier                       |
|      | Reinickendorf              | Berlin-Wittenau    | Thomas Harms                              |
|      | Spandau                    | Berlin-Spandau     | Florian Kunz                              |
|      | Steglitz                   |                    | Christa Olearius                          |
|      | Teltow-Zehlendorf          | Berlin-Zehlendorf  | Johannes Krug                             |
|      | Tempelhof-Schöneberg       | Berlin-Tempelhof   | Michael Raddatz                           |